# Politifilm - Eftersøgning efter Thorlak Viking
|  | Denne artikel er oprettet af botten Steenthbot ud fra en ekstern database. Den kan derfor have sproglige fejl eller mangler. Denne skabelon kan fjernes efter kontrol af indholdet. |

Politifilm - Eftersøgning efter Thorlak Viking er en dansk dokumentarisk optagelse fra 1949.

## Handling
Eftersøgning efter SAS-flyet "Thorlak Viking", der i februar 1949 styrtede ned i vandet i Øresund efter start fra Københavns Lufthavn i Kastrup med kurs mod Spanien. 23 spanske turister og fem danske besætningsmedlemmer omkom.